# Paul Friedländer (chimico)
Paul Friedländer (Königsberg, 1857 – Darmstadt, 1923) è stato un chimico tedesco.
Figlio di Ludwig Friedländer, fu docente all'università di Darmstadt; particolari importanti furono le sue ricerche sull'indaco (riuscì a sintetizzarne una varietà detta thioindaco) e sulla porpora (scoprì che in essa non è presente lo zolfo).